# Coppa del mondo di arrampicata 2003
La Coppa del mondo di arrampicata 2003 si è disputata dal 23 maggio al 4 dicembre, nelle tre specialità lead, boulder e speed.

## Classifica maschile

### Generale
| Pos. | Atleta                       |
| ---- | ---------------------------- |
| 1    | Tomasz Oleksy                |
| 2    | Evgeny Ovchinnikov           |
| 3    | Serik Kazbekov Cédric Lachat |

### Lead
| Pos.                                                                        | Atleta                   | AUT      | RUS      | ITA     | ESP         | ITA | CZE | FRA | SLO | CHN | GBR | Punti |
| --------------------------------------------------------------------------- | ------------------------ | -------- | -------- | ------- | ----------- | --- | --- | --- | --- | --- | --- | ----- |
| 1                                                                           | Alexandre Chabot         | 1        | 1        | 1       | 1           | 2   | 15  | 1   | 2   | 11  | 4   | 660   |
| 2                                                                           | Ramón Julián Puigblanque | 2        | 7        | 2       | 3           | 1   | 1   | 3   | 1   | 9   | 26  | 590   |
| 3                                                                           | François Auclair         | 18       | 9        | 5       | 10          | 3   | 2   | 14  | 5   | 1   | 6   | 431   |
| 4                                                                           | Patxi Usobiaga Lakunza   |          |          | 12      | 2           | 6   | 10  | 14  | 4   | 5   | 1   | 395   |
| 5                                                                           | Evgeny Ovchinnikov       |          | 4        | 3       |             | 11  | 3   | 2   | 20  | 14  | 12  | 348   |
| 6                                                                           | Tomás Mrázek             | 26       | 2        | 7       | 6           | 25  | 6   |     |     | 2   | 25  | 309   |
| 7                                                                           | Gérome Pouvreau          | 4        | 3        | 20      | 14          | 8   | 18  | 25  | 6   | 9   | 10  | 302   |
| 8                                                                           | Sylvain Millet           | 12       | 16       | 15      | 9           | 12  | 5   | 13  | 9   | 11  | 3   | 277   |
| 9                                                                           | Cédric Lachat            | 5        |          | 6       | 4           |     |     | 4   | 3   |     | 35  | 273   |
| 10                                                                          | Michaël Fuselier         | 18       |          | 37      |             | 4   | 7   | 12  | 13  |     | 2   | 248   |
| \| Legenda \| 1º posto \| 2º posto \| 3º posto \| A punti \| Senza punti \| |                          |          |          |         |             |     |     |     |     |     |     |       |
| Legenda                                                                     | 1º posto                 | 2º posto | 3º posto | A punti | Senza punti |     |     |     |     |     |     |       |

### Boulder
| Pos.                                                                        | Atleta             | RUS      | ITA      | ITA     | FRA         | ITA | GBR | Punti |
| --------------------------------------------------------------------------- | ------------------ | -------- | -------- | ------- | ----------- | --- | --- | ----- |
| 1                                                                           | Jérôme Meyer       | 3        | 3        | 1       | 1           | 5   | 1   | 430   |
| 2                                                                           | Salavat Rakhmetov  | 2        | 1        | 4       | 15          | 1   | 2   | 415   |
| 3                                                                           | Daniel Dulac       | 14       | 2        | 6       | 4           | 2   | 6   | 309   |
| 4                                                                           | Serik Kazbekov     | 12       | 4        | 3       | 5           | 9   | 4   | 263   |
| 5                                                                           | Tomasz Oleksy      | 1        | 10       | 11      |             | 6   | 16  | 232   |
| 6                                                                           | Ludovic Laurence   | 7        | 13       | 8       | 11          | 10  | 9   | 185   |
| 7                                                                           | Wouter Jongeneelen | 13       | 16       | 10      | 9           | 4   | 21  | 172   |
| 8                                                                           | Christian Core     |          | 5        | 7       | 3           | 23  |     | 167   |
| 8                                                                           | Kilian Fischhuber  |          | 14       | 18      | 8           | 3   | 15  | 167   |
| 10                                                                          | Loïc Gaidioz       | 6        | 17       | 27      | 7           | 15  | 10  | 164   |
| \| Legenda \| 1º posto \| 2º posto \| 3º posto \| A punti \| Senza punti \| |                    |          |          |         |             |     |     |       |
| Legenda                                                                     | 1º posto           | 2º posto | 3º posto | A punti | Senza punti |     |     |       |

### Speed
| Pos.                                                                        | Atleta                | RUS      | RUS      | RUS     | ITA         | ITA | CHN | Punti |
| --------------------------------------------------------------------------- | --------------------- | -------- | -------- | ------- | ----------- | --- | --- | ----- |
| 1                                                                           | Tomasz Oleksy         | 1        | 14       | 3       | 1           | 2   | 2   | 425   |
| 2                                                                           | Alexander Peshekhonov | 2        | 5        | 1       | 8           | 6   | 1   | 378   |
| 3                                                                           | Iakov Soubbotine      | 5        | 1        | 4       | 9           | 5   | 3   | 322   |
| 4                                                                           | Sergey Sinitsyn       | 24       | 2        | 5       | 5           | 4   | 5   | 288   |
| 5                                                                           | Alexandre Chaoulsky   | 14       | 3        | 9       | 2           | 3   |     | 271   |
| 6                                                                           | Dmytro Konovalov      | 6        | 6        | 7       | 6           | 8   |     | 224   |
| 7                                                                           | Evgueni Minatchev     | 4        | 4        | 2       |             |     |     | 190   |
| 8                                                                           | Maksym Styenkovyy     |          |          |         | 3           | 1   |     | 165   |
| 9                                                                           | Alexei Gadeev         | 17       | 7        | 6       |             | 7   |     | 151   |
| 10                                                                          | Marat Sadyrov         | 24       | 16       | 13      | 4           | 9   |     | 145   |
| \| Legenda \| 1º posto \| 2º posto \| 3º posto \| A punti \| Senza punti \| |                       |          |          |         |             |     |     |       |
| Legenda                                                                     | 1º posto              | 2º posto | 3º posto | A punti | Senza punti |     |     |       |

## Classifica femminile

### Generale
| Pos. | Atleta         |
| ---- | -------------- |
| 1    | Sandrine Levet |
| 2    | Olga Bibik     |
| 3    | Barbara Bacher |

### Lead
| Pos.                                                                        | Atleta              | AUT      | RUS      | ITA     | ESP         | ITA | CZE | FRA | SLO | CHN | GBR | Punti |
| --------------------------------------------------------------------------- | ------------------- | -------- | -------- | ------- | ----------- | --- | --- | --- | --- | --- | --- | ----- |
| 1                                                                           | Muriel Sarkany      | 1        | 4        | 1       | 1           | 3   | 5   | 2   | 1   | 1   | 4   | 645   |
| 2                                                                           | Sandrine Levet      | 2        |          | 15      | 2           | 2   | 1   | 3   | 3   | 3   | 1   | 570   |
| 3                                                                           | Angela Eiter        | 4        |          | 7       |             | 1   | 2   | 1   | 2   | 2   | 5   | 546   |
| 4                                                                           | Chloé Minoret       | 3        | 1        | 11      | 12          | 4   |     | 5   | 13  | 7   | 2   | 425   |
| 5                                                                           | Barbara Bacher      | 8        |          | 12      | 10          | 7   | 4   | 5   | 4   | 5   |     | 329   |
| 6                                                                           | Caroline Ciavaldini | 9        |          | 13      | 9           | 5   | 3   | 4   | 5   | 12  | 11  | 327   |
| 7                                                                           | Martina Cufar       | 5        |          | 2       | 3           | 11  |     | 17  | 11  |     | 7   | 319   |
| 8                                                                           | Damaris Knorr       | 13       |          | 24      | 4           | 8   | 6   | 14  | 10  | 4   | 8   | 297   |
| 9                                                                           | Jenny Lavarda       | 6        | 9        | 6       | 4           | 15  | 11  | 7   | 17  | 11  | 18  | 291   |
| 10                                                                          | Alexandra Eyer      | 15       |          | 5       | 4           | 6   |     | 31  | 8   | 6   | 12  | 290   |
| \| Legenda \| 1º posto \| 2º posto \| 3º posto \| A punti \| Senza punti \| |                     |          |          |         |             |     |     |     |     |     |     |       |
| Legenda                                                                     | 1º posto            | 2º posto | 3º posto | A punti | Senza punti |     |     |     |     |     |     |       |

### Boulder
| Pos.                                                                        | Atleta                   | RUS      | ITA      | ITA     | FRA         | ITA | GBR | Punti |
| --------------------------------------------------------------------------- | ------------------------ | -------- | -------- | ------- | ----------- | --- | --- | ----- |
| 1                                                                           | Sandrine Levet           | 1        | 1        | 9       | 1           | 1   | 1   | 500   |
| 2                                                                           | Olga Bibik               | 2        | 4        | 1       | 3           | 3   | 2   | 390   |
| 3                                                                           | Nataliya Perlova         | 7        | 2        | 14      | 9           | 4   | 5   | 266   |
| 4                                                                           | Yulia Abramchuk          | 12       | 7        | 2       | 11          | 5   | 7   | 248   |
| 5                                                                           | Vera Kotasova-Kostruhova | 8        | 5        | 11      | 7           | 7   | 3   | 242   |
| 6                                                                           | Juliette Danion          |          | 12       | 13      | 4           | 2   | 8   | 229   |
| 7                                                                           | Giulia Giammarco         |          | 19       | 7       | 2           | 9   | 6   | 221   |
| 8                                                                           | Corinne Theroux          | 6        | 13       | 4       | 13          | 8   | 10  | 202   |
| 9                                                                           | Myriam Motteau           | 9        | 11       | 3       | 27          | 11  | 15  | 186   |
| 10                                                                          | Lisa Rands               | 10       | 6        | 5       | 12          |     |     | 160   |
| \| Legenda \| 1º posto \| 2º posto \| 3º posto \| A punti \| Senza punti \| |                          |          |          |         |             |     |     |       |
| Legenda                                                                     | 1º posto                 | 2º posto | 3º posto | A punti | Senza punti |     |     |       |

### Speed
| Pos.                                                                        | Atleta                | RUS      | RUS      | RUS     | ITA         | ITA | CHN | Punti |
| --------------------------------------------------------------------------- | --------------------- | -------- | -------- | ------- | ----------- | --- | --- | ----- |
| 1                                                                           | Valentina Yurina      | 7        | 1        | 2       | 3           | 2   | 4   | 380   |
| 2                                                                           | Anna Stenkovaya       | 1        | 6        | 3       | 1           | 5   | 9   | 363   |
| 3                                                                           | Olena Ryepko          | 4        | 12       | 1       |             | 1   | 7   | 326   |
| 4                                                                           | Mayya Piratinskaya    | 10       | 12       | 10      |             | 3   | 1   | 261   |
| 5                                                                           | Olesya Saulevich      | 6        | 5        | 6       |             | 6   | 11  | 223   |
| 6                                                                           | Edyta Ropek           | 14       | 7        | 14      | 5           | 4   |     | 197   |
| 7                                                                           | Svetlana Sutkina      | 5        | 2        | 5       |             |     |     | 182   |
| 8                                                                           | Zosia Podgorbounskikh | 2        | 8        | 11      |             |     | 12  | 179   |
| 9                                                                           | Olga Ochtchepkova     | 3        | 4        | 4       |             |     |     | 175   |
| 10                                                                          | Tatiana Ruyga         | 11       | 3        | 9       |             |     |     | 133   |
| \| Legenda \| 1º posto \| 2º posto \| 3º posto \| A punti \| Senza punti \| |                       |          |          |         |             |     |     |       |
| Legenda                                                                     | 1º posto              | 2º posto | 3º posto | A punti | Senza punti |     |     |       |